# C13H22O
化学式C13H22O（摩尔质量：194.31 g/mol）可以指以下化合物：
- 二环己基甲酮，CAS号：119-60-8
- 香叶基丙酮，CAS号：3796-70-1
- 茄尼酮（英语：Solanone），CAS号：1937-54-8
- 橙花酮，CAS号：31375-17-4

|  | 这个同类索引页列出了具有相同分子式的化学物（即同分異構體）条目。 除非您是有意链接至本页，否则应将相应条目的内部链接指向正确的条目。 |